# Смит, Колум
Колум Смит (англ. Callum Smith; род. 12 октября 1992 года) — британский лыжник, участник Олимпийских игр в Сочи.
В Кубке мира Смит дебютировал 22 января 2011 года, на сегодняшний день стартовал в 2 личных гонках в рамках Кубка мира, но не поднимался в них выше 75-го места и кубковых очков не завоёвывал.
На Олимпийских играх 2014 года в Сочи показал следующие результаты: гонка на 15 км классическим стилем — 67-е место, спринт — 62-е место и скиатлон — 62-е место.
За свою карьеру принимал участие в двух чемпионатах мира, лучший результат — 15-е место в эстафете на чемпионате мира 2011 года, а в личных гонках 69-е место в скиатлоне на чемпионате мира 2013 года.